# Calama
Calama é uma comuna e capital da província de El Loa, localizada na Região de Antofagasta, Chile. Possui uma área de 15.596,9 km² e uma população de 138.402 habitantes (2002)